# 増田隆司
増田 隆司 （ますた 
たかし）は、日本の建設・国土交通技官。水管理・国土保全局下水道部下水道事業課長、日本下水道事業団理事を経て日本下水道事業団副理事長。

## 経歴・人物
1984年（昭和59年）3月 神戸大学工学部土木工学科を卒業し、1987年（昭和62年）4月に建設省入省。北陸地方建設局信濃川下流工事事務所所長、国土交通省下水道部町村下水道対策官、下水道事業調整官、堺市上下水道局理事、2013年 (平成25年) 4月 同省水管理・国土保全局下水道事業課長、2015年8月 日本下水道事業団理事、2017年1月 同副理事長、同年8月 再任。

## その他役職
- 下水道の事業運営のあり方に関する検討会 特別委員[3]
- 下水道未来計画研究会 リーダー[4]